# Держава Пандья
Держава Пандья (பாண்டியர்கள்; приблизно 490-ті—1345 роки) — середньовічна держава на півдні Індостану зі столицею в Мадураї, яка вела тривалі війні з державами Чера, Паллавів, Чола, Кадамбів за панування над півднем сучасної Індії. У X ст. була підкорена державою Чола. Проте вже у середині XIII ст. здобула незалежність. Остаточно знищена мусульманами, які 1330-х роках заснували Мадурайський султанат.

## Історія
Державу утворили племена дравідської групи, що мешкали на півдні півострова Індостан. Перші згадки про неї зустрічаються у творі Мегасфена (300 рік до н. е.), де мовиться, що Пандья керувалася жінками. Також про Пандью розповідається в Артхашастрі. Першим відомим правителем був Недунджчеліян I. В одному зі своїх наказів Ашока згадує Пандью як незалежну державу. Кхаравела, володар Калінги (сучасник Пуш'ямітри Шунги), розповідає про підкорення Пандьї. Це відбулося приблизно у 170-ті роки до н. е.
У II ст. до н. е. володарі Пандьї визнали себе васалами Чола. Втім, ця залежність залишалася більш формальною. Магараджі продовжували розвивати торгівлю, вели активну дипломатичну діяльність. У 20 році до н. е. відправлено посольство до римського імператора Октавіана Августа.
У III ст. н. е. Пандья здобула повну незалежність, нанесла поразку в союзі з Черою. В цей час Пандья охоплювала теперішні округи Мадурай, Рамнад та Тінневеллі, а також південні частини Траванкура. Мадура або Мадурай (південна Матхура) була столицею держави. Головними торговельними стають Коркай (в районі Тінневеллі) та Кайал.
Найбільшої ваги держава набуває у VI ст. Підвалини її могутності було закладено правителем Кадунгоном, що володарював у 560—590 роках. Саме в цей час Пандья перетворюється на велику державу. Згодом майже увесь південь опинився в руках магараджів Падьї. Було укладено мирну угоду із Паллавами, в результаті чого кордоном стала річка Кавері. Втім протягом 670-х роках довелося вести запеклі війни з Паллавами, що значно послабило Пандью. наприкінці IX ст. починається поступовий занепад. В цей час посилюється держава Чола. Спроби магараджі Парантаки Віранараяни створили коаліцію проти Чола виявилася невдалою. Вже його спадкоємець Мараварман Раджасімха II зазнав поразки у 910-х роках. Держава Пандья знову була підкорена Чолою.
Протягом X—XII ст. представники поваленої династії Пандьї намагалися скинути ярмо Чола, проте невдало. Їхня влада була суттєво обмежена. Лише з початком занепаду Чола з'явилися можливість відродити незалежність. Новий підйом Пандьї пов'язаний з правлінням Джатавармана Куласекхара (1190—1216). Його справу продовжив Маравармані Сундарі Пандья I, який завдав першого суттєвого удару чоланській державі. Наступний правитель Джатавармана Сундара, який протягом 1250—1260-х років повалив Чолу, підкорив значну частину південного Індостану, а також північ Шрі-Ланки. Цей період вважається «золотим часом».
Піднесення тривало до 1311 року, коли на південь вдерлися війська Делійського султанату на чолі з маліком Кафуром, який скористався боротьбою за трон всередині Пандья. Ще раніше мусульмани завдали поразки Хойсалам, а потім при їхній підтримці напали на Пандью. Остання у битві при Мадурі зазнала цілковитої поразки, а столицю було пограбовано. Після цього починається занепад держави. Остаточно її знищили мусульманські загони на чолі із Джала-уд-діном Ахсан-ханом у 1330-х роках. Останній магараджахіраджа Віра Пандья IV загинув у 1345 році.